# Saginaw (Michigan)
Saginaw kisváros az USA Michigan államában, és az azonos nevű megye székhelye és legnagyobb városa. Serena Williams teniszező születési helye. Lakosainak száma: 51 508 fő (2010).
Neve ojibwe indián eredetű, a szauk indián törzsre utal. A 2013-as népszámlálási adatok szerint 51,508 ember él itt. 1819-ben Michigan állam szenátora, Lewis Cass megkötötte az ojibwe indiánokkal a szerződést, hogy az övék lehet a település. 1822-ben egy, a településen keresztülfolyó folyó partjánál megépítették a Saginaw-erődöt. 1857-ben alapították a települést.